# Washington (Oklahoma)
Washington es un pueblo ubicado en el condado de McClain en el estado estadounidense de Oklahoma. En el año 2010 tenía una población de 618 habitantes y una densidad poblacional de 228,89 personas por km².

## Geografía
Washington se encuentra ubicado en las coordenadas 35°3′30″N 97°29′6″O / 35.05833, -97.48500 (35.058364, -97.485010).

## Demografía
Según la Oficina del Censo en 2000 los ingresos medios por hogar en la localidad eran de $31,875 y los ingresos medios por familia eran $36,806. Los hombres tenían unos ingresos medios de $31,429 frente a los $20,089 para las mujeres. La renta per cápita para la localidad era de $14,309. Alrededor del 17.8% de la población estaban por debajo del umbral de pobreza.